# Campionato mondiale di Formula 1 2009
Il campionato mondiale di Formula 1 2009 organizzato dalla FIA è stata, nella storia della categoria, la 60ª ad assegnare il campionato piloti e la 52ª ad assegnare il campionato costruttori. Il campionato piloti è stato vinto per la prima volta dal britannico Jenson Button, mentre quello costruttori dalla scuderia esordiente Brawn-Mercedes, per cui ha corso lo stesso Button.

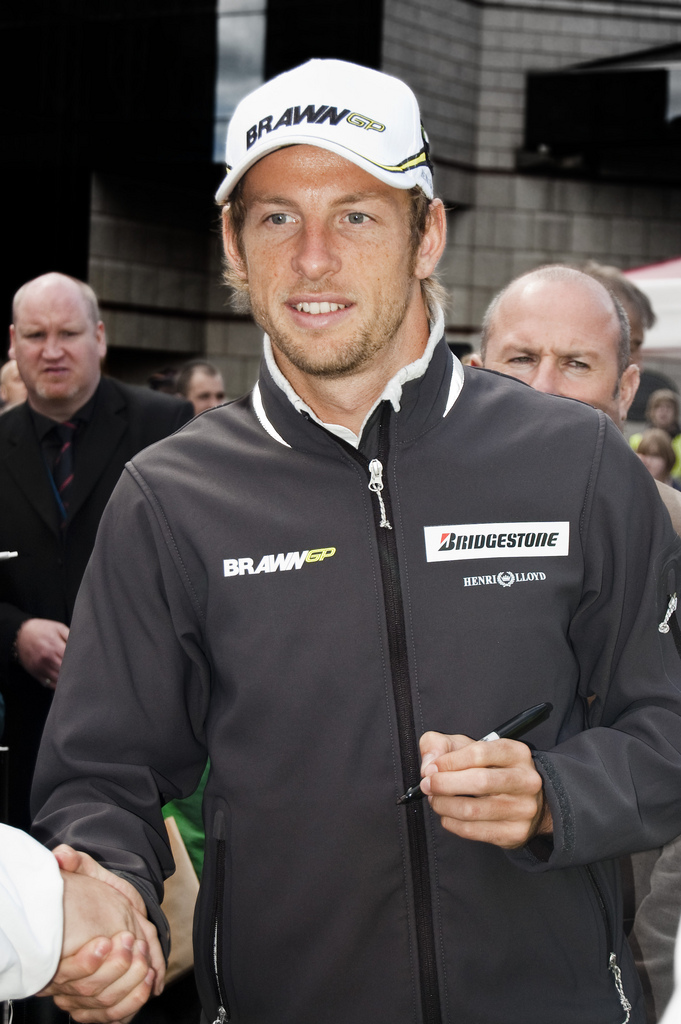
Jenson Button vince il suo primo e unico campionato mondiale al volante della

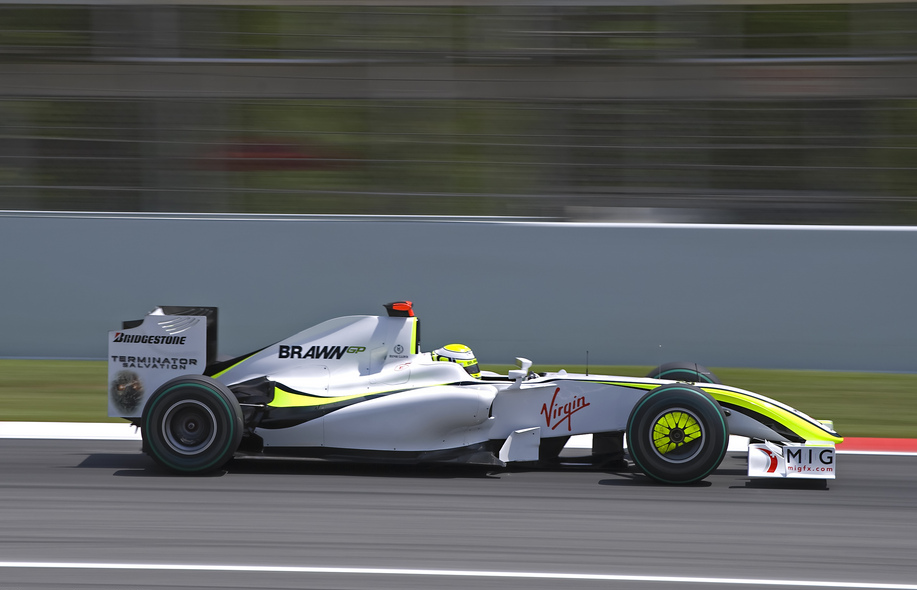
La Brawn vince il titolo costruttori alla sua unica partecipazione al mondiale di Formula 1.

## La pre-stagione

### Il calendario
Contrariamente a quanto annunciato nel 2007, il 12 maggio 2008 Bernie Ecclestone annunciò che, dalla stagione 2009, il Gran Premio di Francia a Magny-Cours non si sarebbe corso. In assenza di altri candidati credibili, il week-end francese non fu compreso nel calendario per la prima volta dal 1955. Per le stagioni successive, sembrava che una possibilità potesse essere quella di un Gran Premio su un tracciato cittadino nei dintorni di Parigi. In maniera analoga al Gran Premio di Francia, anche quello di Gran Bretagna sembrava essere a rischio. Mentre erano in corso importanti lavori di rifacimento delle infrastrutture, Ecclestone richiese agli organizzatori un consistente aumento del costo per ospitare l'evento sul proprio circuito. Proprio in occasione del Gran Premio di Gran Bretagna, la FIA annunciò ufficialmente che la gara, dal 2010, si sarebbe tenuta sul tracciato di Donington Park, ma ciò non avvenne e la gara si tiene tuttora a Silverstone. La mancanza di accordo fra FOM ed organizzatori fece sì che anche il Gran Premio del Canada non fosse inserito nel calendario 2009. Venne invece inserito, come gara conclusiva, il Gran Premio di Abu Dhabi, da tenersi su un tracciato in via di realizzazione (ad inizio 2009).
| Gara | Nome ufficiale del Gran Premio         | Circuito                       | Sede        | Data         | Ora    | Ora   | Diretta TV        |
| Gara | Nome ufficiale del Gran Premio         | Circuito                       | Sede        | Data         | Locale | UTC   | Diretta TV        |
| ---- | -------------------------------------- | ------------------------------ | ----------- | ------------ | ------ | ----- | ----------------- |
| 1    | ING Australian Grand Prix              | Albert Park Circuit            | Melbourne   | 29 marzo     | 17:00  | 08:00 | Sky Sport e Rai 1 |
| 2    | Petronas Malaysian Grand Prix          | Sepang International Circuit   | Sepang      | 5 aprile     | 17:00  | 11:00 | Sky Sport e Rai 1 |
| 3    | Chinese Grand Prix                     | Shanghai International Circuit | Shanghai    | 19 aprile    | 15:00  | 09:00 | Sky Sport e Rai 1 |
| 4    | Gulf Air Bahrain Grand Prix            | Bahrain International Circuit  | Manama      | 26 aprile    | 15:00  | 14:00 | Sky Sport e Rai 1 |
| 5    | Gran Premio de España Telefónica       | Circuito di Catalogna          | Montmeló    | 10 maggio    | 14:00  | 14:00 | Sky Sport e Rai 1 |
| 6    | Grand Prix de Monaco                   | Circuito di Monte Carlo        | Monaco      | 24 maggio    | 14:00  | 14:00 | Sky Sport e Rai 1 |
| 7    | ING Turkish Grand Prix                 | Istanbul Park                  | Tuzla       | 7 giugno     | 15:00  | 14:00 | Sky Sport e Rai 1 |
| 8    | Santander British Grand Prix           | Silverstone Circuit            | Silverstone | 21 giugno    | 13:00  | 14:00 | Sky Sport e Rai 1 |
| 9    | Großer Preis Santander von Deutschland | Nürburgring                    | Nürburg     | 12 luglio    | 14:00  | 14:00 | Sky Sport e Rai 1 |
| 10   | ING Magyar Nagydíj                     | Hungaroring                    | Mogyoród    | 26 luglio    | 14:00  | 14:00 | Sky Sport e Rai 1 |
| 11   | Telefónica Grand Prix of Europe        | Valencia Street Circuit        | Valencia    | 23 agosto    | 14:00  | 14:00 | Sky Sport e Rai 1 |
| 12   | ING Belgian Grand Prix                 | Circuito di Spa-Francorchamps  | Stavelot    | 30 agosto    | 14:00  | 14:00 | Sky Sport e Rai 1 |
| 13   | Gran Premio Santander d'Italia         | Autodromo nazionale di Monza   | Monza       | 13 settembre | 14:00  | 14:00 | Sky Sport e Rai 1 |
| 14   | SingTel Singapore Grand Prix           | Singapore Street Circuit       | Singapore   | 27 settembre | 20:00  | 14:00 | Sky Sport e Rai 1 |
| 15   | Fuji Television Japanese Grand Prix    | Circuito di Suzuka             | Suzuka      | 4 ottobre    | 14:00  | 07:00 | Sky Sport e Rai 1 |
| 16   | Grande Prêmio Petrobras do Brasil      | Autódromo José Carlos Pace     | San Paolo   | 18 ottobre   | 14:00  | 18:00 | Sky Sport e Rai 1 |
| 17   | Etihad Airways Abu Dhabi Grand Prix    | Yas Marina Circuit             | Abu Dhabi   | 1º novembre  | 17:00  | 14:00 | Sky Sport e Rai 1 |

### La presentazione delle vetture
| Costruttore          | Vettura | Presentazione | Luogo                                    |
| -------------------- | ------- | ------------- | ---------------------------------------- |
| Ferrari              | F60     | 12 gennaio    | Mugello, Italia                          |
| Toyota               | TF109   | 15 gennaio    | Online                                   |
| McLaren-Mercedes     | MP4-24  | 16 gennaio    | Woking, Regno Unito                      |
| Renault              | R29     | 19 gennaio    | Portimão, Portogallo                     |
| Williams-Toyota      | FW31    | 19 gennaio    | Portimão, Portogallo                     |
| BMW Sauber           | F1.09   | 20 gennaio    | Valencia, Spagna                         |
| RBR-Renault          | RB5     | 9 febbraio    | Jerez, Spagna                            |
| Force India-Mercedes | VJM02   | 1º marzo      | Jerez, Spagna                            |
| Brawn-Mercedes       | BGP 001 | 6 marzo       | Silverstone, Regno Unito                 |
| STR-Ferrari          | STR4    | 9 marzo       | Circuito di Barcellona-Catalogna, Spagna |

### I test
La prima sessione di test multi-team ha avuto luogo al Circuito di Catalogna, Barcellona nel novembre 2008, due settimane dopo la fine della stagione precedente. Tutti i team, tranne la Toyota, hanno preso parte alla sessione di test in cui alcuni team hanno testato il loro nuovo pacchetto aerodinamico e le gomme slick. Le auto dal nuovo look non soddisfacevano i gusti di tutti, con il collaudatore della BMW Sauber, Christian Klien, che definì l'auto più brutta che avesse mai visto.
Il primo test del 2009 si è svolto al Bahrain International Circuit, Bahrein, dal 16 al 19 febbraio, mentre il secondo e ultimo test si è svolto dal Circuito di Catalogna, in Spagna, dal 9 al 12 marzo. La prova finale ha visto per la prima volta la Brawn GP, che ha avuto un impatto immediato conducendo i tempi nelle prime libere della giornata. Il test è stato il primo in cui tutte le squadre hanno utilizzato le loro vetture per la stagione 2009 e la BMW Sauber è stata in testa ai tempi mentre la Brawn GP era quarta. Il terzo giorno, Jenson Button della Brawn GP è stato il più veloce di poco più di un secondo rispetto a Felipe Massa sulla Scuderia Ferrari, mentre il compagno di squadra di Button, Rubens Barrichello, è andato ancora più veloce il giorno successivo. In fondo alla classifica, la McLaren del campione in carica Lewis Hamilton stava lottando per adattarsi ai nuovi regolamenti, spesso a 1,5 secondi dal ritmo. Massa ha dichiarato di non aver mai visto la McLaren così indietro.

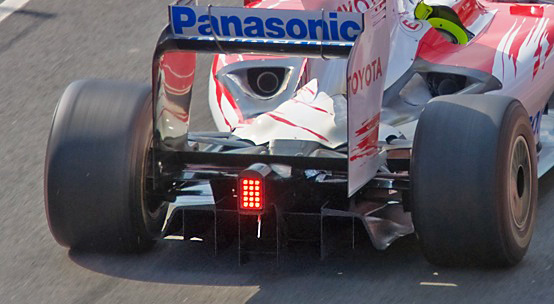
Il controverso diffusore del TF109 al Circuito di Catalogna

Una delle principali fonti di controversia durante la stagione invernale sono stati i diffusori posteriori. Tre team - Toyota, Williams e Brawn GP - hanno lanciato le loro auto con un diffusore che utilizza la struttura di collisione posteriore per generare ulteriore carico aerodinamico, denominato "doppi diffusori". Questi progetti furono rapidamente contestati e pochi giorni dopo la presentazione delle vetture, i team rivali chiesero alla FIA un chiarimento in merito.
Il mercoledì della gara di apertura della stagione in Australia, gli altri sette team hanno lanciato una denuncia ufficiale contro i diffusori posteriori della Williams FW31, della Toyota TF109 e della Brawn BGP 001 affermando che erano illegali. Gli scrutatori della FIA non furono d'accordo, dichiarando le vetture legali. Le altre sei squadre hanno presentato un appello senza successo che è stato ascoltato il 14 aprile 2009, la settimana prima del terzo round del campionato, il Gran Premio della Cina.

### Accordi e fornitori
Dopo diversi tentativi di contenere i costi mediante modifiche al regolamento tecnico, la FIA propone un limite al budget dei vari team, da applicare, a partire dal 2009, in scaglioni successivi fino al 2011. La proposta ha lo scopo, alla luce delle difficoltà dei team minori, di rendere la partecipazione al mondiale più sopportabile per i soggetti che non siano supportati in modo ufficiale da una casa automobilistica. Inoltre, potrebbe limitare il rischio che le case costruttrici che non riescano ad ottenere i risultati sperati a fronte di importanti investimenti, decidano di abbandonare la serie.

## Scuderie e piloti

### Scuderie

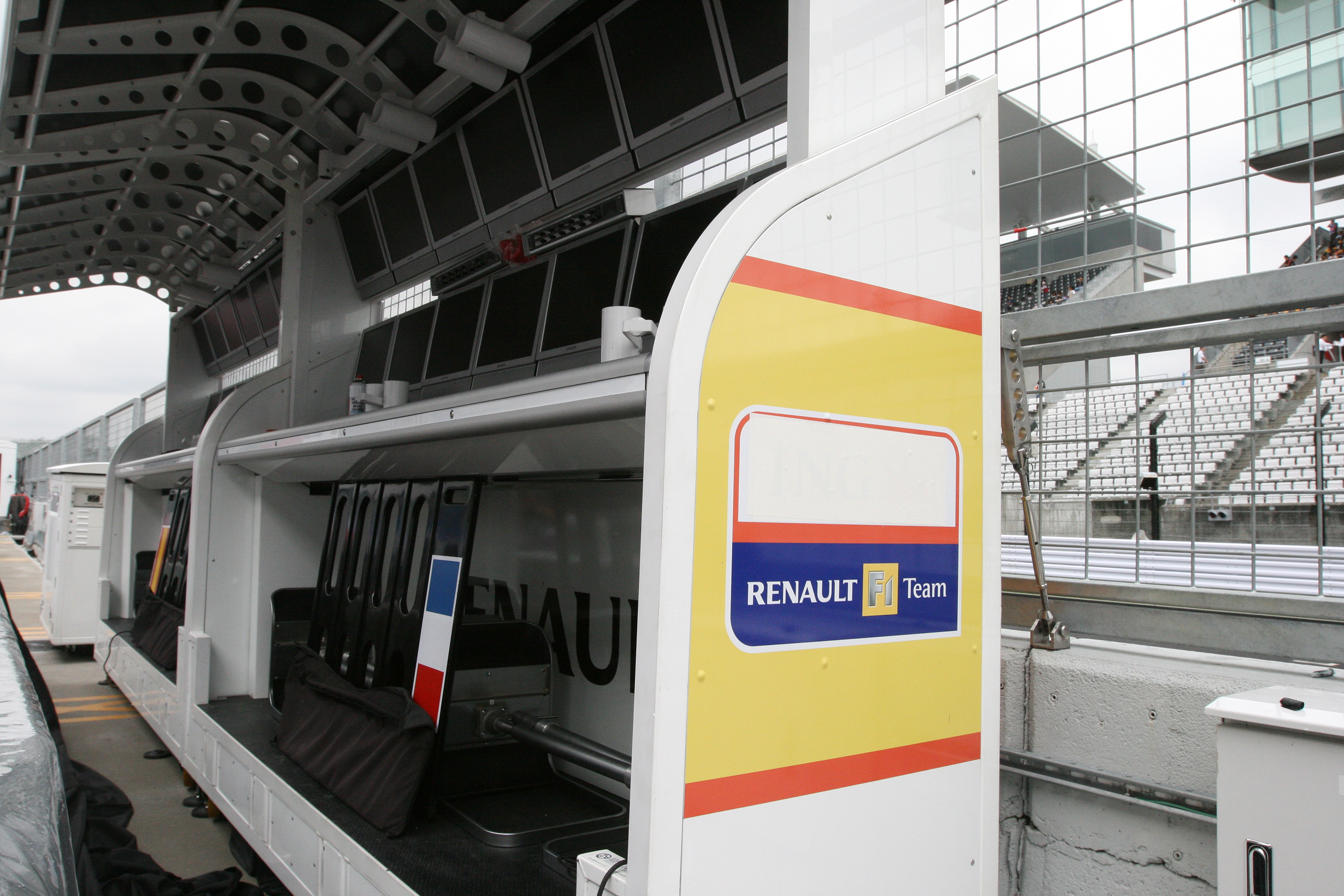
Il marchio ING oscurato dal composit logo del team a Suzuka, dopo la fine della sponsorizzazione dettata dagli strascichi del crashgate.

Il 4 dicembre 2008 la Honda ha annunciato il ritiro dalle competizioni in Formula 1, ponendo in vendita la propria scuderia che rimaneva comunque iscritta al mondiale. Ross Brawn, ex direttore tecnico di Benetton, Ferrari e Honda, ha acquistato la struttura, denominandola Brawn GP e confermando i piloti: il fornitore di motori è diventato la Mercedes, e la scuderia ha preso parte alla stagione nonostante il ritardo accumulato.
Nel corso del Gran Premio d'Ungheria, Fernando Alonso è stato vittima di un pericoloso incidente: una ruota fissata male ai box sulla sua Renault è stata persa dallo spagnolo nel giro di uscita, con gravi rischi. I commissari FIA hanno ritenuto il team francese colpevole di aver lasciato partire il proprio pilota sapendo che la ruota non era fissata correttamente, squalificandolo dal successivo Gran Premio d'Europa a Valencia. La Renault ha presentato appello, che è stato discusso il 17 agosto: il tribunale ha deliberato una sanzione di 50 000 dollari ma ha consentito alla squadra la partecipazione al Gran Premio d'Europa.
La stessa Renault, inizialmente iscritta alla stagione come ING Renault F1 Team, dal Gran Premio di Singapore perde il title sponsor ING e l'altro sponsor Mutua Madrileña, che decidono la fine unilaterale dell'accordo a seguito della condanna del team francese, avvenuta in settembre per mano del Consiglio Mondiale della FIA, circa i fatti del crashgate di Singapore dell'anno precedente.

### Piloti

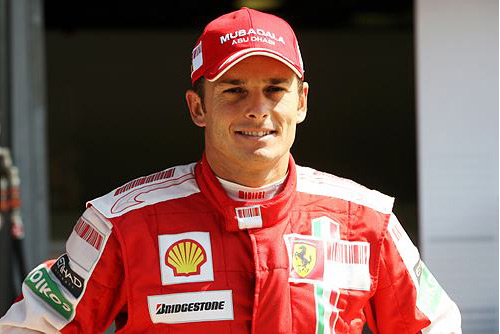
Giancarlo Fisichella, al suo ultimo anno di Formula 1, passa a stagione in corso dalla alla.

Pochi i cambiamenti di casacca nell'inverno precedente la stagione 2009: Sebastian Vettel è passato, come annunciato nel corso della stagione 2008, dalla Scuderia Toro Rosso alla Red Bull, dove si è ritirato dall'attività agonistica David Coulthard. Il posto del tedesco in Toro Rosso è stato occupato dall'esordiente svizzero Sébastien Buemi (primo elvetico in F1 dopo Jean-Denis Délétraz al Gran Premio d'Europa 1995). Jenson Button e Rubens Barrichello, piloti della Honda che ha annunciato il ritiro nel corso dell'inverno, sono stati confermati dalla Brawn GP, squadra nata dalla struttura Honda, gestita successivamente da Ross Brawn. Per tantissimo tempo si è parlato di un posto come guida ufficiale di un team per Gary Paffett, collaudatore della McLaren ma per un certo tempo contendente di Hamilton al posto di Juan Pablo Montoya nello stesso team. All'inizio del 2008 si era parlato della Prodrive, che poi si è ritirata, mentre a fine 2008 si è fatta avanti l'idea di guidare una Force India F1 grazie alle forniture della McLaren. Il 20 luglio la Scuderia Toro Rosso ha annunciato la sostituzione di Sébastien Bourdais con lo spagnolo Jaime Alguersuari.
Il 25 luglio Felipe Massa è rimasto vittima di un grave incidente nelle qualifiche del Gran Premio d'Ungheria: il brasiliano è stato colpito da una molla persa dalla vettura di Rubens Barrichello, e ha riportato un taglio alla fronte, una lesione alla parte sinistra del cranio ed una commozione cerebrale, per le cui conseguenze ha dovuto saltare tutti i restanti Gran Premi della stagione. Il 29 luglio la Ferrari ha annunciato che Massa sarebbe stato sostituito dal rientrante Michael Schumacher, tuttavia l'11 agosto il tedesco rinuncia per problemi al collo; il team italiano ha quindi virato sul collaudatore Luca Badoer. Il 18 agosto la Renault ha annunciato la sostituzione di Nelson Piquet Jr. con il francese Romain Grosjean.
Il 3 settembre la Ferrari ha annunciato la sostituzione di Badoer con Giancarlo Fisichella; di conseguenza il terzo pilota della Force India, Liuzzi, prende il posto di Fisichella quale pilota titolare. Kamui Kobayashi sostituisce Timo Glock alla Toyota nel Gran Premio del Brasile e in quello di Abu Dhabi: il tedesco si era rotto una vertebra nel corso delle qualifiche del precedente Gran Premio del Giappone.

### Tabella riassuntiva
Le seguenti squadre e piloti sono iscritti al campionato del 2009.
| Scuderia                  | Costruttore          | Telaio  | Motore           | Gomme | Nº | Piloti               | GP    | Collaudatori                                       |
| ------------------------- | -------------------- | ------- | ---------------- | ----- | -- | -------------------- | ----- | -------------------------------------------------- |
| Vodafone McLaren Mercedes | McLaren-Mercedes     | MP4-24  | Mercedes FO 108W | B     | 1  | Lewis Hamilton       | Tutti | Pedro de la Rosa Gary Paffett                      |
| Vodafone McLaren Mercedes | McLaren-Mercedes     | MP4-24  | Mercedes FO 108W | B     | 2  | Heikki Kovalainen    | Tutti | Pedro de la Rosa Gary Paffett                      |
| Scuderia Ferrari Marlboro | Ferrari              | F60     | Ferrari 056      | B     | 3  | Felipe Massa         | 1-10  | Luca Badoer Marc Gené                              |
| Scuderia Ferrari Marlboro | Ferrari              | F60     | Ferrari 056      | B     | 3  | Luca Badoer          | 11-12 | Luca Badoer Marc Gené                              |
| Scuderia Ferrari Marlboro | Ferrari              | F60     | Ferrari 056      | B     | 3  | Giancarlo Fisichella | 13-17 | Luca Badoer Marc Gené                              |
| Scuderia Ferrari Marlboro | Ferrari              | F60     | Ferrari 056      | B     | 4  | Kimi Räikkönen       | Tutti | Luca Badoer Marc Gené                              |
| BMW Sauber F1 Team        | BMW Sauber           | F1.09   | BMW P86/9        | B     | 5  | Robert Kubica        | Tutti | Christian Klien                                    |
| BMW Sauber F1 Team        | BMW Sauber           | F1.09   | BMW P86/9        | B     | 6  | Nick Heidfeld        | Tutti | Christian Klien                                    |
| Renault F1 Team           | Renault              | R29     | Renault RS27     | B     | 7  | Fernando Alonso      | Tutti | Romain Grosjean Lucas Di Grassi                    |
| Renault F1 Team           | Renault              | R29     | Renault RS27     | B     | 8  | Nelson Piquet Jr.    | 1-10  | Romain Grosjean Lucas Di Grassi                    |
| Renault F1 Team           | Renault              | R29     | Renault RS27     | B     | 8  | Romain Grosjean      | 11-17 | Romain Grosjean Lucas Di Grassi                    |
| Panasonic Toyota Racing   | Toyota               | TF109   | Toyota RVX-09    | B     | 9  | Jarno Trulli         | Tutti | Kamui Kobayashi                                    |
| Panasonic Toyota Racing   | Toyota               | TF109   | Toyota RVX-09    | B     | 10 | Timo Glock           | 1-15  | Kamui Kobayashi                                    |
| Panasonic Toyota Racing   | Toyota               | TF109   | Toyota RVX-09    | B     | 10 | Kamui Kobayashi      | 16-17 | Kamui Kobayashi                                    |
| Scuderia Toro Rosso       | STR-Ferrari          | STR4    | Ferrari 056      | B     | 11 | Sébastien Bourdais   | 1-9   | Jaime Alguersuari Brendon Hartley† David Coulthard |
| Scuderia Toro Rosso       | STR-Ferrari          | STR4    | Ferrari 056      | B     | 11 | Jaime Alguersuari    | 10-17 | Jaime Alguersuari Brendon Hartley† David Coulthard |
| Scuderia Toro Rosso       | STR-Ferrari          | STR4    | Ferrari 056      | B     | 12 | Sébastien Buemi      | Tutti | Jaime Alguersuari Brendon Hartley† David Coulthard |
| Red Bull Racing           | RBR-Renault          | RB5     | Renault RS27     | B     | 14 | Mark Webber          | Tutti | Jaime Alguersuari Brendon Hartley† David Coulthard |
| Red Bull Racing           | RBR-Renault          | RB5     | Renault RS27     | B     | 15 | Sebastian Vettel     | Tutti | Jaime Alguersuari Brendon Hartley† David Coulthard |
| AT&T Williams             | Williams-Toyota      | FW31    | Toyota RVX-09    | B     | 16 | Nico Rosberg         | Tutti | Nico Hülkenberg                                    |
| AT&T Williams             | Williams-Toyota      | FW31    | Toyota RVX-09    | B     | 17 | Kazuki Nakajima      | Tutti | Nico Hülkenberg                                    |
| Force India F1 Team       | Force India-Mercedes | VJM02   | Mercedes FO 108W | B     | 20 | Adrian Sutil         | Tutti | Vitantonio Liuzzi                                  |
| Force India F1 Team       | Force India-Mercedes | VJM02   | Mercedes FO 108W | B     | 21 | Giancarlo Fisichella | 1-12  | Vitantonio Liuzzi                                  |
| Force India F1 Team       | Force India-Mercedes | VJM02   | Mercedes FO 108W | B     | 21 | Vitantonio Liuzzi    | 13-17 | Vitantonio Liuzzi                                  |
| Brawn GP Formula 1 Team   | Brawn-Mercedes       | BGP 001 | Mercedes FO 108W | B     | 22 | Jenson Button        | Tutti | Anthony Davidson Alexander Wurz                    |
| Brawn GP Formula 1 Team   | Brawn-Mercedes       | BGP 001 | Mercedes FO 108W | B     | 23 | Rubens Barrichello   | Tutti | Anthony Davidson Alexander Wurz                    |

† Brendon Hartley non ha ottenuto la superlicenza in tempo per i primi quattro appuntamenti del mondiale, Australia, Malesia, Cina e Bahrain, così David Coulthard è indicato come riserva ufficiale. Dal Gran Premio di Spagna Hartley diviene ufficialmente pilota di riserva della Red Bull Racing.

## Circuiti e gare
Per quest'anno il Gran Premio del Canada non è presente ed è la prima volta dal 1987, ma ritornerà a farne parte nella stagione successiva.
In questo calendario entra in scena il Gran Premio di Abu Dhabi, che si svolgerà sul Circuito di Yas Marina.

## Modifiche al regolamento

### Regolamento tecnico

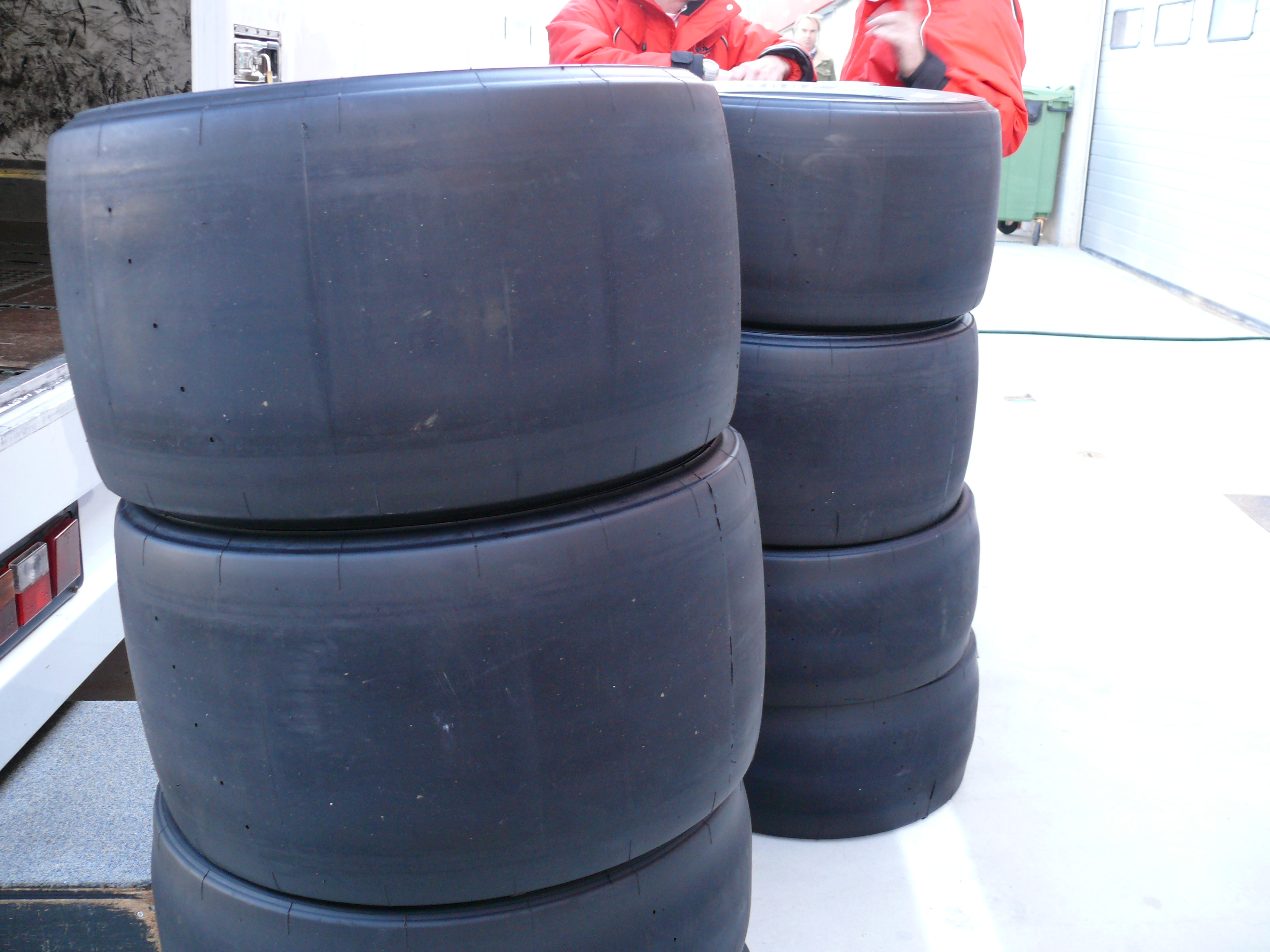
Per la stagione 2009 è stato introdotto l'obbligo di utilizzare gomme slick, ossia prive di scanalature.

Ai sensi della comunicazione ufficiale FIA del 18 marzo 2009, il regolamento prevede il ritorno alla disputa del campionato con gomme lisce, al posto delle gomme scanalate, introdotte nel 1998. Il regime di monogomma dovrebbe comunque limitare l'aumento delle prestazioni, mentre l'aumentata aderenza di origine meccanica dovrebbe consentire ai piloti di viaggiare più vicini, con minore criticità.
Nella stessa linea si inserisce la limitazione delle appendici aerodinamiche, responsabili di una buona parte del carico aerodinamico nel recente passato. Queste appendici rendevano le vetture critiche in condizioni aerodinamiche non perfette, ad esempio nella scia di un'altra vettura. Il risultato più evidente delle modifiche al regolamento aerodinamico sono gli alettoni anteriori, più larghi che in passato, e quelli posteriori, più stretti.
Viene permesso di utilizzare alcune superfici aerodinamiche mobili: la mobilità è limitata a 6º di variazione di incidenza, per l'ala anteriore, tramite un comando azionato direttamente dal pilota. Questa facoltà si può utilizzare solo due volte in ogni giro, ed in ogni momento le superfici mobili devono rimanere all'interno dei limiti dimensionali stabiliti dal regolamento.
Viene permesso l'utilizzo (facoltativo) di un dispositivo per il recupero di energia in frenata, denominato KERS. L'energia recuperata può essere utilizzata per un certo numero di secondi al giro, a discrezione del pilota, tramite un comando posto sul volante. Per alcuni secondi, la vettura dispone di una maggior potenza. Le scuderie che hanno deciso di montare il sistema KERS sono state Ferrari, McLaren-Mercedes e BMW Sauber (quest'ultima introducendolo sulla vettura di Kubica solamente in un secondo momento).

### Regolamento sportivo
Ai sensi della comunicazione ufficiale FIA del 24 marzo 2009, viene modificato il criterio di utilizzo dei motori. Non più lo stesso motore per due gare, ma ora, ogni pilota dispone per la disputa di tutta la stagione di otto motori, di cui può scegliere l'utilizzo a proprio piacimento. Dall'utilizzo del nono motore in avanti, ogni cambio di motore porta ad una penalità in griglia di 10 posizioni. Il cambio deve durare quattro eventi consecutivi, dove per evento si considerano le prove del sabato e la gara della domenica.

#### Controversie FIA-FOTA
Nel corso della stagione, si è venuta a creare una situazione di forte tensione fra la FIA e la FOTA, associazione che riunisce i costruttori partecipanti al Campionato mondiale di Formula 1, dovuta alle modifiche proposte al sistema di punteggio oltre che alla possibile introduzione di un budget cap. Il 17 marzo 2009 la FIA aveva annunciato un significativo cambiamento nella modalità di stilare la classifica: pur rimanendo invariato il sistema di punteggio (i team avevano proposto un 12-9-7-5-4-3-2-1) il titolo mondiale sarebbe andato a chi avrebbe conseguito più vittorie nel corso della stagione. Il 20 marzo 2009 a Londra, la FIA revoca le decisioni intraprese circa la proposta di una modifica del regolamento che avrebbe assegnato il titolo mondiale al pilota che, nel corso del campionato, avrebbe totalizzato più vittorie. L'energica opposizione di gran parte dei team partecipanti ha fatto sì che la mozione venga discussa solo con l'apertura del mondiale 2010. Quindi sia il sistema di attribuzione dei punteggi, che l'assegnazione del titolo mondiale piloti rimarrà identico a quello del 2008.
L'altro punto di scontro riguarda le proposte della FIA per ridurre drasticamente la spesa necessaria per disputare una stagione di Formula 1. Nelle intenzioni della Federazione, l'abbassamento dei costi avrebbe permesso l'ingresso di nuovi soggetti e l'aumento dello spettacolo, mentre secondo i Costruttori, non avrebbe permesso di mantenere il ruolo di prestigio tecnologico della serie, viste le limitazioni imposte al regolamento tecnico. A dicembre 2008 la Cosworth ha vinto l'asta indetta dalla FIA per la fornitura di propulsori standardizzati per il 2010 mentre Xtrac and Ricardo Transmissions quella per la realizzazione della trasmissione. Chi non sceglierà il propulsore standard può mantenere i motori V8 "congelati" alla fine del 2007 o realizzati in proprio ma secondo le nuove normative e le specifiche elaborate da Cosworth. Le scuderie hanno espresso parere negativo e pensano ad una proposta alternativa al fine di ridurre i costi in quanto questa regola porterebbe nel 2009 a ridurre tutti gli investimenti nel propulsore. Il 29 aprile 2009 il Consiglio Mondiale degli Sport Motoristici (WMSC) ha stabilito l'introduzione di un tetto di spesa di 40 milioni di sterline e agevolazioni per chi rispetterà tale limitazione, fra cui un motore non limitato nel regime di rotazione e nel numero, e libertà di sviluppo delle parti aerodinamiche, utilizzo della trazione integrale, uso illimitato della galleria del vento e possibilità di test illimitati. Ciò ha portato a una situazione conflittuale fra la FIA e l'associazione FOTA, che raggruppa tutti i team partecipanti, in quel momento, al Campionato. La FIA ha inoltre stabilito che al momento di iscriversi al Campionato, dal 22 al 29 maggio 2009, ogni squadra avrebbe dovuto scegliere a quale regime regolamentare aderire.
Il 12 maggio 2009 il CDA Ferrari ha deciso che la scuderia non prenderà parte al prossimo mondiale se la FIA non ritirerà il nuovo regolamento. Simile orientamento anche per la Renault. Nel fine settimana del Gran Premio di Monaco ha visto riunioni fra i membri della FOTA, per cercare di raggiungere una posizione comune da opporre quella della FIA, con l'apparente raggiungimento di un compromesso con la stessa FIA. Il 25 maggio 2009 la Williams ha presentato la sua iscrizione al Campionato mondiale di Formula 1 2010, ed è stata successivamente sospesa dalla FOTA. Oltre alla Williams, risultano iscritte al mondiale altre squadre esordienti, tra le quali la FIA avrebbe poi operato una selezione. Alla scadenza del 29 maggio 2009, anche gli altri team FOTA hanno presentato la propria iscrizione, condizionandola ad alcune modifiche regolamentari proposte alla FIA. Nei giorni successivi il Gran Premio di Turchia, si sono fatte più concrete le possibilità di una serie alternativa, gestita dalla FOTA.
Il 12 giugno 2009 la FIA ha pubblicato la lista delle iscrizioni per la stagione 2010. La lista comprendeva tutti i team FOTA, alcuni dei quali con una nota in cui si spiegava che l'iscrizione era condizionata. Nella lista sono presenti anche tre nuove squadre (Campos Grand Prix, Manor Grand Prix e Team USF1), scelte dalla FIA secondo un criterio di selezione successivamente molto discusso. All'approssimarsi della scadenza richiesta per lo scioglimento delle riserve, la FOTA ha dichiarato esplicitamente di puntare ad un campionato alternativo, in caso le sue richieste non fossero state soddisfatte. Dopo un lungo periodo di tensione, il Consiglio Mondiale del 24 giugno ha stabilito che il campionato 2010 si sarebbe corso con le stesse regole del 2009, venendo incontro alle richieste della FOTA, in cambio dell'impegno a ridurre i costi a determinati livelli entro il 2011-2012. Max Mosley ha poi annunciato, con una lettera del 15 luglio, la sua intenzione di non concorrere per un ulteriore mandato, come garantito in passato, contrariamente a quanto dichiarato nel periodo più caldo della crisi FIA-FOTA. Il nuovo Presidente della FIA in successione di Max Mosley è stato eletto il 23 ottobre 2009 ed è Jean Todt.

## Riassunto della stagione

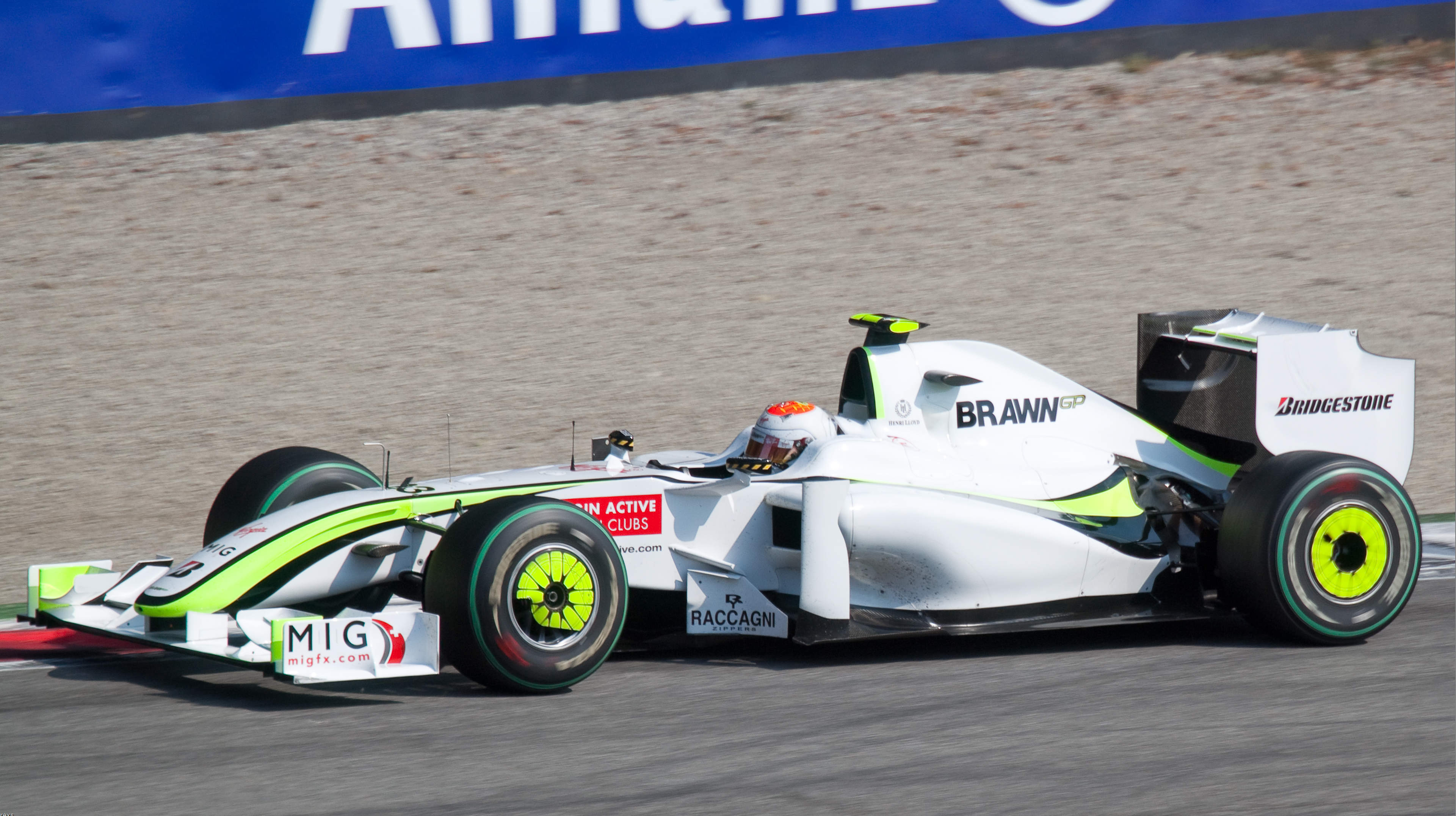
La Brawn ottiene a Monza, con Rubens Barrichello, l'ultima delle sue 8 vittorie stagionali: il bottino, dopo il titolo piloti di Button, vale anche l'alloro costruttori per il team britannico.

I test prestagionali evidenziarono una certa competitività della neonata Brawn GP. Essa venne confermata in occasione del primo appuntamento in Australia, nel quale Jenson Button, partito in pole, ottenne una vittoria che non fu mai messa in discussione, mentre il compagno Rubens Barrichello completò la doppietta della scuderia con un secondo posto in rimonta in seguito ad un contatto al primo giro. L'Australia vede anche la squalifica per tre Gran Premi (con condizionale) della McLaren per via delle menzogne di Lewis Hamilton, giunto terzo, riguardo ad un sorpasso di Trulli con bandiere gialle (precedentemente sorpassato da Hamilton in maniera irregolare), Hamilton, in evidente imbarazzo quando scoperto e quasi in lacrime, fu squalificato dalla classifica d'arrivo del Gran Premio. Il dominio della Brawn Gp, che secondo i suoi detrattori fu dovuto ad un fondo vettura irregolare (accusa poi definitivamente respinta dalla Fia), continuò a manifestarsi nelle gare successive, con Button che vinse sei delle sette gare iniziali: mancò la vittoria solo in Cina, dove trionfò Sebastian Vettel davanti al compagno Mark Webber e allo stesso Button.
Un caso singolare si verificò nella seconda prova del campionato, in Malesia: a causa di una pioggia torrenziale, che impedì di proseguire in sicurezza, la gara fu sospesa al 33º giro: il vincitore fu Button, davanti a Nick Heidfeld e Timo Glock. Questi ultimi, partiti dalle retrovie, colsero il momento adatto per passare alle gomme da bagnato, riuscendo così a recuperare secondi preziosi su tutti gli altri, non altrettanto abili a scegliere il momento giusto per il pit stop. Dato che non si completò il numero minimo di giri (75% del totale), la direzione gara assegnò per regolamento la metà dei punti: 5 al primo, 4 al secondo e così via fino all'ottavo che ne ottenne 0,5.
Dopo le prime sette gare, la stagione proseguì all'insegna di un maggiore equilibrio. In particolare, Button non sarebbe più riuscito a vincere alcun gran premio (pur andando sempre a punti tranne che in Belgio, dove fu costretto al ritiro) e la stessa Brawn ottenne solamente due vittorie nelle rimanenti 10 gare, con Barrichello che trionfò a Valencia e a Monza. L'assenza però di un rivale alternativo favorì alla lunga la Brawn Gp e lo stesso Button che, grazie ai successi iniziali, ottennero rispettivamente il titolo costruttori e quello piloti con una gara d'anticipo.
In generale si può ricavare che la Red Bull, nel corso della seconda parte della stagione, mise in mostra le proprie qualità che, l'anno seguente, l'avrebbero portata a vincere titolo costruttori e piloti. Per la Ferrari fu invece un'annata da dimenticare: a parte la vettura poco competitiva, capace di ottenere solo un successo nel corso della stagione, la scuderia fu limitata anche dall'incidente occorso a Felipe Massa in Ungheria, che privò la squadra di un valido pilota per buona parte dell'annata.

## Risultati

### Risultati dei Gran Premi
| N° | Gran Premio                  | Circuito                    | Pole position        | Giro più veloce    | Pilota vincitore   | Costruttore vincitore | Resoconto |
| -- | ---------------------------- | --------------------------- | -------------------- | ------------------ | ------------------ | --------------------- | --------- |
| 1  | Gran Premio di Australia     | Melbourne                   | Jenson Button        | Nico Rosberg       | Jenson Button      | Brawn-Mercedes        | Resoconto |
| 2  | Gran Premio della Malesia    | Sepang                      | Jenson Button        | Jenson Button      | Jenson Button      | Brawn-Mercedes        | Resoconto |
| 3  | Gran Premio di Cina          | Shanghai                    | Sebastian Vettel     | Rubens Barrichello | Sebastian Vettel   | RBR-Renault           | Resoconto |
| 4  | Gran Premio del Bahrein      | Sakhir                      | Jarno Trulli         | Jarno Trulli       | Jenson Button      | Brawn-Mercedes        | Resoconto |
| 5  | Gran Premio di Spagna        | Barcellona                  | Jenson Button        | Rubens Barrichello | Jenson Button      | Brawn-Mercedes        | Resoconto |
| 6  | Gran Premio di Monaco        | Montecarlo                  | Jenson Button        | Felipe Massa       | Jenson Button      | Brawn-Mercedes        | Resoconto |
| 7  | Gran Premio di Turchia       | Istanbul Park               | Sebastian Vettel     | Jenson Button      | Jenson Button      | Brawn-Mercedes        | Resoconto |
| 8  | Gran Premio di Gran Bretagna | Silverstone                 | Sebastian Vettel     | Sebastian Vettel   | Sebastian Vettel   | RBR-Renault           | Resoconto |
| 9  | Gran Premio di Germania      | Nürburgring                 | Mark Webber          | Fernando Alonso    | Mark Webber        | RBR-Renault           | Resoconto |
| 10 | Gran Premio d'Ungheria       | Hungaroring                 | Fernando Alonso      | Mark Webber        | Lewis Hamilton     | McLaren-Mercedes      | Resoconto |
| 11 | Gran Premio d'Europa         | Circuito urbano di Valencia | Lewis Hamilton       | Timo Glock         | Rubens Barrichello | Brawn-Mercedes        | Resoconto |
| 12 | Gran Premio del Belgio       | Spa                         | Giancarlo Fisichella | Sebastian Vettel   | Kimi Räikkönen     | Ferrari               | Resoconto |
| 13 | Gran Premio d'Italia         | Monza                       | Lewis Hamilton       | Adrian Sutil       | Rubens Barrichello | Brawn-Mercedes        | Resoconto |
| 14 | Gran Premio di Singapore     | Singapore Street Circuit    | Lewis Hamilton       | Fernando Alonso    | Lewis Hamilton     | McLaren-Mercedes      | Resoconto |
| 15 | Gran Premio del Giappone     | Suzuka                      | Sebastian Vettel     | Mark Webber        | Sebastian Vettel   | RBR-Renault           | Resoconto |
| 16 | Gran Premio del Brasile      | Interlagos                  | Rubens Barrichello   | Mark Webber        | Mark Webber        | RBR-Renault           | Resoconto |
| 17 | Gran Premio di Abu Dhabi     | Abu Dhabi                   | Lewis Hamilton       | Sebastian Vettel   | Sebastian Vettel   | RBR-Renault           | Resoconto |

### Risultati delle qualifiche
N.B. Quelle riportate di seguito sono le posizioni sulla griglia di partenza, considerando sia i risultati delle qualifiche che le eventuali penalizzazioni.
| \| N° \| Pilota \| AUS \| MAL \| CIN \| BHR \| SPA \| MON \| TUR \| GBR \| GER \| UNG \| EUR \| BEL \| ITA \| SIN \| GIA \| BRA \| ABU \| \| -- \| -------------------- \| --- \| --- \| --- \| --- \| --- \| --- \| --- \| --- \| --- \| --- \| --- \| --- \| --- \| --- \| --- \| --- \| --- \| \| 1 \| Lewis Hamilton \| 15* \| 13 \| 9 \| 5 \| 14 \| 16* \| 16 \| 19 \| 5 \| 4 \| 1 \| 12 \| 1 \| 1 \| 3 \| 18 \| 1 \| \| 2 \| Heikki Kovalainen \| 14 \| 14 \| 12 \| 11 \| 18 \| 7 \| 14 \| 13 \| 6 \| 6 \| 2 \| 15 \| 4 \| 10 \| 9* \| 17 \| 13* \| \| 3 \| Felipe Massa \| 7 \| 16 \| 13 \| 8 \| 4 \| 5 \| 7 \| 11 \| 8 \| 10 \| \| \| \| \| \| \| \| \| 3 \| Luca Badoer \| \| \| \| \| \| \| \| \| \| \| 20 \| 20 \| \| \| \| \| \| \| 3 \| Giancarlo Fisichella \| \| \| \| \| \| \| \| \| \| \| \| \| 14 \| 18 \| 16 \| 20 \| 20 \| \| 4 \| Kimi Räikkönen \| 9 \| 9 \| 8 \| 10 \| 16 \| 2 \| 6 \| 9 \| 9 \| 7 \| 6 \| 6 \| 3 \| 13 \| 8 \| 5 \| 11 \| \| 5 \| Robert Kubica \| 4 \| 8 \| 18 \| 13 \| 10 \| 18 \| 10 \| 12 \| 16 \| 19 \| 10 \| 5 \| 13 \| 9 \| 13 \| 8 \| 7 \| \| 6 \| Nick Heidfeld \| 11 \| 11 \| 11 \| 14 \| 13 \| 17 \| 11 \| 15 \| 11 \| 16 \| 11 \| 3 \| 15 \| 8 \| 6 \| 19 \| 8 \| \| 7 \| Fernando Alonso \| 12 \| 10 \| 2 \| 7 \| 8 \| 9 \| 8 \| 10 \| 12 \| 1 \| 8 \| 13 \| 8 \| 6 \| 12* \| 10 \| 16 \| \| 8 \| Nelson Piquet Jr. \| 17 \| 17 \| 17 \| 15 \| 12 \| 12 \| 17 \| 14 \| 10 \| 15 \| \| \| \| \| \| \| \| \| 8 \| Romain Grosjean \| \| \| \| \| \| \| \| \| \| \| 14 \| 19 \| 12 \| 19 \| 18 \| 13 \| 19 \| \| 9 \| Jarno Trulli \| 8# \| 2 \| 6 \| 1 \| 7 \| 19 \| 5 \| 4 \| 14 \| 12 \| 18 \| 2 \| 11 \| 15 \| 2 \| 4 \| 6 \| \| 10 \| Timo Glock \| 6# \| 5 \| 14* \| 2 \| 6 \| 20 \| 13 \| 8 \| 19# \| 14 \| 13 \| 7 \| 16 \| 7 \| 14 \| \| \| \| 10 \| Kamui Kobayashi \| \| \| \| \| \| \| \| \| \| \| \| \| \| \| \| 11 \| 12 \| \| 11 \| Sébastien Bourdais \| 20 \| 15 \| 16 \| 20 \| 17 \| 14 \| 20 \| 17 \| 20 \| \| \| \| \| \| \| \| \| \| 11 \| Jaime Alguersuari \| \| \| \| \| \| \| \| \| \| 20 \| 19 \| 17 \| 20 \| 17 \| 15 \| 12 \| 15 \| \| 12 \| Sébastien Buemi \| 16 \| 20 \| 10 \| 17 \| 15 \| 11 \| 18 \| 20 \| 17 \| 11 \| 15 \| 16 \| 19 \| 14 \| 10* \| 6 \| 10 \| \| 14 \| Mark Webber \| 10 \| 7 \| 3 \| 19 \| 5 \| 8 \| 4 \| 3 \| 1 \| 3 \| 9 \| 9 \| 10 \| 4 \| 20 \| 2 \| 3 \| \| 15 \| Sebastian Vettel \| 3 \| 3 \| 1 \| 3 \| 2 \| 4 \| 1 \| 1 \| 4 \| 2 \| 4 \| 8 \| 9 \| 2 \| 1 \| 16 \| 2 \| \| 16 \| Nico Rosberg \| 5 \| 6 \| 7 \| 9 \| 9 \| 6 \| 9 \| 7 \| 15 \| 5 \| 7 \| 10 \| 18 \| 3 \| 11 \| 7 \| 9 \| \| 17 \| Kazuki Nakajima \| 13 \| 12 \| 15 \| 12 \| 11 \| 10 \| 12 \| 5 \| 13 \| 9 \| 17 \| 18 \| 17 \| 11 \| 17 \| 9 \| 14 \| \| 20 \| Adrian Sutil \| 19 \| 19 \| 19 \| 16 \| 19 \| 15 \| 15 \| 18 \| 7 \| 18 \| 12 \| 11 \| 2 \| 16 \| 4* \| 3 \| 18 \| \| 21 \| Giancarlo Fisichella \| 18 \| 18 \| 20 \| 18 \| 20 \| 13 \| 19 \| 16 \| 18 \| 17 \| 16 \| 1 \| \| \| \| \| \| \| 21 \| Vitantonio Liuzzi \| \| \| \| \| \| \| \| \| \| \| \| \| 7 \| 20 \| 19* \| 15* \| 17 \| \| 22 \| Jenson Button \| 1 \| 1 \| 5 \| 4 \| 1 \| 1 \| 2 \| 6 \| 3 \| 8 \| 5 \| 14 \| 6 \| 12 \| 7* \| 14 \| 5 \| \| 23 \| Rubens Barrichello \| 2 \| 4* \| 4 \| 6 \| 3 \| 3 \| 3 \| 2 \| 2 \| 13 \| 3 \| 4 \| 5 \| 5* \| 5* \| 1 \| 4 \| \| N° \| Pilota \| AUS \| MAL \| CIN \| BHR \| SPA \| MON \| TUR \| GBR \| GER \| UNG \| EUR \| BEL \| ITA \| SIN \| GIA \| BRA \| ABU \| |                      |     |     |     |     |     |     |     |     |     |     |     |     |     |     |     |     |     |
| N° | Pilota               | AUS | MAL | CIN | BHR | SPA | MON | TUR | GBR | GER | UNG | EUR | BEL | ITA | SIN | GIA | BRA | ABU |
| 1 | Lewis Hamilton       | 15* | 13  | 9   | 5   | 14  | 16* | 16  | 19  | 5   | 4   | 1   | 12  | 1   | 1   | 3   | 18  | 1   |
| 2 | Heikki Kovalainen    | 14  | 14  | 12  | 11  | 18  | 7   | 14  | 13  | 6   | 6   | 2   | 15  | 4   | 10  | 9*  | 17  | 13* |
| 3 | Felipe Massa         | 7   | 16  | 13  | 8   | 4   | 5   | 7   | 11  | 8   | 10  |     |     |     |     |     |     |     |
| 3 | Luca Badoer          |     |     |     |     |     |     |     |     |     |     | 20  | 20  |     |     |     |     |     |
| 3 | Giancarlo Fisichella |     |     |     |     |     |     |     |     |     |     |     |     | 14  | 18  | 16  | 20  | 20  |
| 4 | Kimi Räikkönen       | 9   | 9   | 8   | 10  | 16  | 2   | 6   | 9   | 9   | 7   | 6   | 6   | 3   | 13  | 8   | 5   | 11  |
| 5 | Robert Kubica        | 4   | 8   | 18  | 13  | 10  | 18  | 10  | 12  | 16  | 19  | 10  | 5   | 13  | 9   | 13  | 8   | 7   |
| 6 | Nick Heidfeld        | 11  | 11  | 11  | 14  | 13  | 17  | 11  | 15  | 11  | 16  | 11  | 3   | 15  | 8   | 6   | 19  | 8   |
| 7 | Fernando Alonso      | 12  | 10  | 2   | 7   | 8   | 9   | 8   | 10  | 12  | 1   | 8   | 13  | 8   | 6   | 12* | 10  | 16  |
| 8 | Nelson Piquet Jr.    | 17  | 17  | 17  | 15  | 12  | 12  | 17  | 14  | 10  | 15  |     |     |     |     |     |     |     |
| 8 | Romain Grosjean      |     |     |     |     |     |     |     |     |     |     | 14  | 19  | 12  | 19  | 18  | 13  | 19  |
| 9 | Jarno Trulli         | 8#  | 2   | 6   | 1   | 7   | 19  | 5   | 4   | 14  | 12  | 18  | 2   | 11  | 15  | 2   | 4   | 6   |
| 10 | Timo Glock           | 6#  | 5   | 14* | 2   | 6   | 20  | 13  | 8   | 19# | 14  | 13  | 7   | 16  | 7   | 14  |     |     |
| 10 | Kamui Kobayashi      |     |     |     |     |     |     |     |     |     |     |     |     |     |     |     | 11  | 12  |
| 11 | Sébastien Bourdais   | 20  | 15  | 16  | 20  | 17  | 14  | 20  | 17  | 20  |     |     |     |     |     |     |     |     |
| 11 | Jaime Alguersuari    |     |     |     |     |     |     |     |     |     | 20  | 19  | 17  | 20  | 17  | 15  | 12  | 15  |
| 12 | Sébastien Buemi      | 16  | 20  | 10  | 17  | 15  | 11  | 18  | 20  | 17  | 11  | 15  | 16  | 19  | 14  | 10* | 6   | 10  |
| 14 | Mark Webber          | 10  | 7   | 3   | 19  | 5   | 8   | 4   | 3   | 1   | 3   | 9   | 9   | 10  | 4   | 20  | 2   | 3   |
| 15 | Sebastian Vettel     | 3   | 3   | 1   | 3   | 2   | 4   | 1   | 1   | 4   | 2   | 4   | 8   | 9   | 2   | 1   | 16  | 2   |
| 16 | Nico Rosberg         | 5   | 6   | 7   | 9   | 9   | 6   | 9   | 7   | 15  | 5   | 7   | 10  | 18  | 3   | 11  | 7   | 9   |
| 17 | Kazuki Nakajima      | 13  | 12  | 15  | 12  | 11  | 10  | 12  | 5   | 13  | 9   | 17  | 18  | 17  | 11  | 17  | 9   | 14  |
| 20 | Adrian Sutil         | 19  | 19  | 19  | 16  | 19  | 15  | 15  | 18  | 7   | 18  | 12  | 11  | 2   | 16  | 4*  | 3   | 18  |
| 21 | Giancarlo Fisichella | 18  | 18  | 20  | 18  | 20  | 13  | 19  | 16  | 18  | 17  | 16  | 1   |     |     |     |     |     |
| 21 | Vitantonio Liuzzi    |     |     |     |     |     |     |     |     |     |     |     |     | 7   | 20  | 19* | 15* | 17  |
| 22 | Jenson Button        | 1   | 1   | 5   | 4   | 1   | 1   | 2   | 6   | 3   | 8   | 5   | 14  | 6   | 12  | 7*  | 14  | 5   |
| 23 | Rubens Barrichello   | 2   | 4*  | 4   | 6   | 3   | 3   | 3   | 2   | 2   | 13  | 3   | 4   | 5   | 5*  | 5*  | 1   | 4   |
| N° | Pilota               | AUS | MAL | CIN | BHR | SPA | MON | TUR | GBR | GER | UNG | EUR | BEL | ITA | SIN | GIA | BRA | ABU |

° Indica quei piloti che per penalità sono stati retrocessi di tre posizioni sulla griglia di partenza.
* Indica quei piloti che per penalità sono stati retrocessi di cinque posizioni sulla griglia di partenza.
† Indica quei piloti che per penalità sono stati retrocessi di dieci posizioni sulla griglia di partenza.
# Indica quei piloti che per penalità sono stati retrocessi in ultima fila sulla griglia di partenza.

## Classifiche

### Sistema di punteggio
| Posizione | 1ª | 2ª | 3ª | 4ª | 5ª | 6ª | 7ª | 8ª |
| Punti     | 10 | 8  | 6  | 5  | 4  | 3  | 2  | 1  |

### Classifica piloti
| Pos. | Pilota               |     |     |     |     |     |     |     |     |     |     |     |     |     |     |     |     |     | Punti |
| ---- | -------------------- | --- | --- | --- | --- | --- | --- | --- | --- | --- | --- | --- | --- | --- | --- | --- | --- | --- | ----- |
| 1    | Jenson Button        | 1   | 1   | 3   | 1   | 1   | 1   | 1   | 6   | 5   | 7   | 7   | Rit | 2   | 5   | 8   | 5   | 3   | 95    |
| 2    | Sebastian Vettel     | 13* | 15* | 1   | 2   | 4   | Rit | 3   | 1   | 2   | Rit | Rit | 3   | 8   | 4   | 1   | 4   | 1   | 84    |
| 3    | Rubens Barrichello   | 2   | 5   | 4   | 5   | 2   | 2   | Rit | 3   | 6   | 10  | 1   | 7   | 1   | 6   | 7   | 8   | 4   | 77    |
| 4    | Mark Webber          | 12  | 6   | 2   | 11  | 3   | 5   | 2   | 2   | 1   | 3   | 9   | 9   | Rit | Rit | 17  | 1   | 2   | 69,5  |
| 5    | Lewis Hamilton       | SQ  | 7   | 6   | 4   | 9   | 12  | 13  | 16  | 18  | 1   | 2   | Rit | 12* | 1   | 3   | 3   | Rit | 49    |
| 6    | Kimi Räikkönen       | 15* | 14  | 10  | 6   | Rit | 3   | 9   | 8   | Rit | 2   | 3   | 1   | 3   | 10  | 4   | 6   | 12  | 48    |
| 7    | Nico Rosberg         | 6   | 8   | 15  | 9   | 8   | 6   | 5   | 5   | 4   | 4   | 5   | 8   | 16  | 11  | 5   | Rit | 9   | 34,5  |
| 8    | Jarno Trulli         | 3   | 4   | Rit | 3   | Rit | 13  | 4   | 7   | 17  | 8   | 13  | Rit | 14  | 12  | 2   | Rit | 7   | 32,5  |
| 9    | Fernando Alonso      | 5   | 11  | 9   | 8   | 5   | 7   | 10  | 14  | 7   | Rit | 6   | Rit | 5   | 3   | 10  | Rit | 14  | 26    |
| 10   | Timo Glock           | 4   | 3   | 7   | 7   | 10  | 10  | 8   | 9   | 9   | 6   | 14  | 10  | 11  | 2   | NP  | Inf | Inf | 24    |
| 11   | Felipe Massa         | Rit | 9   | Rit | 14  | 6   | 4   | 6   | 4   | 3   | NP  | Inf | Inf | Inf | Inf | Inf | Inf | Inf | 22    |
| 12   | Heikki Kovalainen    | Rit | Rit | 5   | 12  | Rit | Rit | 14  | Rit | 8   | 5   | 4   | 6   | 6   | 7   | 11  | 12  | 11  | 22    |
| 13   | Nick Heidfeld        | 10  | 2   | 12  | 19  | 7   | 11  | 11  | 15  | 10  | 11  | 11  | 5   | 7   | Rit | 6   | Rit | 5   | 19    |
| 14   | Robert Kubica        | 14* | Rit | 13  | 18  | 11  | Rit | 7   | 13  | 14  | 13  | 8   | 4   | Rit | 8   | 9   | 2   | 10  | 17    |
| 15   | Giancarlo Fisichella | 11  | 18* | 14  | 15  | 14  | 9   | Rit | 10  | 11  | 14  | 12  | 2   | 9   | 13  | 12  | 10  | 16  | 8     |
| 16   | Sébastien Buemi      | 7   | 16* | 8   | 17  | Rit | Rit | 15  | 18  | 16  | 16  | Rit | 12  | 13  | Rit | Rit | 7   | 8   | 6     |
| 17   | Adrian Sutil         | 9   | 17* | 17  | 16  | Rit | 14  | 17  | 17  | 15  | Rit | 10  | 11  | 4   | Rit | 13  | Rit | 17  | 5     |
| 18   | Kamui Kobayashi      |     |     |     |     |     |     |     |     |     |     |     |     |     |     |     | 9   | 6   | 3     |
| 19   | Sébastien Bourdais   | 8   | 10  | 11  | 13  | Rit | 8   | 18  | Rit | Rit |     |     |     |     |     |     |     |     | 2     |
| 20   | Kazuki Nakajima      | Rit | 12  | Rit | Rit | 13  | 15* | 12  | 11  | 12  | 9   | 18  | 13  | 10  | 9   | 15  | Rit | 13  | 0     |
| 21   | Nelson Piquet Jr.    | Rit | 13  | 16  | 10  | 12  | Rit | 16  | 12  | 13  | 12  |     |     |     |     |     |     |     | 0     |
| 22   | Vitantonio Liuzzi    |     |     |     |     |     |     |     |     |     |     |     |     | Rit | 14  | 14  | 11  | 15  | 0     |
| 23   | Romain Grosjean      |     |     |     |     |     |     |     |     |     |     | 15  | Rit | 15  | Rit | 16  | 13  | 18  | 0     |
| 24   | Jaime Alguersuari    |     |     |     |     |     |     |     |     |     | 15  | 16  | Rit | Rit | Rit | Rit | 14  | Rit | 0     |
| 25   | Luca Badoer          |     |     |     |     |     |     |     |     |     |     | 17  | 14  |     |     |     |     |     | 0     |
| Pos. | Pilota               |     |     |     |     |     |     |     |     |     |     |     |     |     |     |     |     |     | Punti |

| Legenda | 1º posto     | 2º posto | 3º posto    | A punti         | Senza punti/Non class.  | Grassetto – Pole position Corsivo – Giro più veloce |
| Legenda | Squalificato | Ritirato | Non partito | Non qualificato | Solo prove/Terzo pilota | Grassetto – Pole position Corsivo – Giro più veloce |

* Indica quei piloti che non hanno terminato la gara ma sono ugualmente classificati avendo coperto, come previsto dal regolamento, almeno il 90% della distanza totale.
- Nel Gran Premio della Malesia non è stato coperto il 75% della distanza prevista, quindi i punti assegnati sono la metà di quelli previsti per la distanza completa.

### Classifica costruttori
| Pos. | Costruttore          | N° | Pilota      |     |     |     |     |     |     |     |     |     |     |     |     |     |     |     |     |     | Punti |
| ---- | -------------------- | -- | ----------- | --- | --- | --- | --- | --- | --- | --- | --- | --- | --- | --- | --- | --- | --- | --- | --- | --- | ----- |
| 1    | Brawn-Mercedes       | 22 | Button      | 1   | 1   | 3   | 1   | 1   | 1   | 1   | 6   | 5   | 7   | 7   | Rit | 2   | 5   | 8   | 5   | 3   | 172   |
| 1    | Brawn-Mercedes       | 23 | Barrichello | 2   | 5   | 4   | 5   | 2   | 2   | Rit | 3   | 6   | 10  | 1   | 7   | 1   | 6   | 7   | 8   | 4   | 172   |
| 2    | RBR-Renault          | 14 | Webber      | 12  | 6   | 2   | 11  | 3   | 5   | 2   | 2   | 1   | 3   | 9   | 9   | Rit | Rit | 17  | 1   | 2   | 153,5 |
| 2    | RBR-Renault          | 15 | Vettel      | 13* | 15* | 1   | 2   | 4   | Rit | 3   | 1   | 2   | Rit | Rit | 3   | 8   | 4   | 1   | 4   | 1   | 153,5 |
| 3    | McLaren-Mercedes     | 1  | Hamilton    | SQ  | 7   | 6   | 4   | 9   | 12  | 13  | 16  | 18  | 1   | 2   | Rit | 12* | 1   | 3   | 3   | Rit | 71    |
| 3    | McLaren-Mercedes     | 2  | Kovalainen  | Rit | Rit | 5   | 12  | Rit | Rit | 14  | Rit | 8   | 5   | 4   | 6   | 6   | 7   | 11  | 12  | 11  | 71    |
| 4    | Ferrari              | 3  | Massa       | Rit | 9   | Rit | 14  | 6   | 4   | 6   | 4   | 3   | NP  | INF | INF | INF | INF | INF | INF | INF | 70    |
| 4    | Ferrari              | 3  | Badoer      |     |     |     |     |     |     |     |     |     |     | 17  | 14  |     |     |     |     |     | 70    |
| 4    | Ferrari              | 3  | Fisichella  |     |     |     |     |     |     |     |     |     |     |     |     | 9   | 13  | 12  | 10  | 16  | 70    |
| 4    | Ferrari              | 4  | Räikkönen   | 15* | 14  | 10  | 6   | Rit | 3   | 9   | 8   | Rit | 2   | 3   | 1   | 3   | 10  | 4   | 6   | 12  | 70    |
| 5    | Toyota               | 9  | Trulli      | 3   | 4   | Rit | 3   | Rit | 13  | 4   | 7   | 17  | 8   | 13  | Rit | 14  | 12  | 2   | Rit | 7   | 59,5  |
| 5    | Toyota               | 10 | Glock       | 4   | 3   | 7   | 7   | 10  | 10  | 8   | 9   | 9   | 6   | 14  | 10  | 11  | 2   | NP  | INF | INF | 59,5  |
| 5    | Toyota               | 10 | Kobayashi   |     |     |     |     |     |     |     |     |     |     |     |     |     |     |     | 9   | 6   | 59,5  |
| 6    | BMW Sauber           | 5  | Kubica      | 14* | Rit | 13  | 18  | 11  | Rit | 7   | 13  | 10  | 13  | 8   | 4   | Rit | 8   | 9   | 2   | 10  | 36    |
| 6    | BMW Sauber           | 6  | Heidfeld    | 10  | 2   | 12  | 19  | 7   | 11  | 11  | 15  | 14  | 11  | 11  | 5   | 7   | Rit | 6   | Rit | 5   | 36    |
| 7    | Williams-Toyota      | 16 | Rosberg     | 6   | 8   | 15  | 9   | 8   | 6   | 5   | 5   | 4   | 4   | 5   | 8   | 16  | 11  | 5   | Rit | 9   | 34,5  |
| 7    | Williams-Toyota      | 17 | Nakajima    | Rit | 12  | Rit | Rit | 13  | 15* | 12  | 11  | 12  | 9   | 18  | 13  | 10  | 9   | 15  | Rit | 13  | 34,5  |
| 8    | Renault              | 7  | Alonso      | 5   | 11  | 9   | 8   | 5   | 7   | 10  | 14  | 7   | Rit | 6   | Rit | 5   | 3   | 10  | Rit | 14  | 26    |
| 8    | Renault              | 8  | Piquet Jr.  | Rit | 13  | 16  | 10  | 12  | Rit | 16  | 12  | 13  | 12  |     |     |     |     |     |     |     | 26    |
| 8    | Renault              | 8  | Grosjean    |     |     |     |     |     |     |     |     |     |     | 15  | Rit | 15  | Rit | 16  | 13  | 18  | 26    |
| 9    | Force India-Mercedes | 20 | Sutil       | 9   | 17  | 17  | 16  | Rit | 14  | 17  | 17  | 15  | Rit | 10  | 11  | 4   | Rit | 13  | Rit | 17  | 13    |
| 9    | Force India-Mercedes | 21 | Fisichella  | 11  | 18* | 14  | 15  | 14  | 9   | Rit | 10  | 11  | 14  | 12  | 2   |     |     |     |     |     | 13    |
| 9    | Force India-Mercedes | 21 | Liuzzi      |     |     |     |     |     |     |     |     |     |     |     |     | Rit | 14  | 14  | 11  | 15  | 13    |
| 10   | STR-Ferrari          | 11 | Bourdais    | 8   | 10  | 11  | 13  | Rit | 8   | 18  | Rit | Rit |     |     |     |     |     |     |     |     | 8     |
| 10   | STR-Ferrari          | 11 | Alguersuari |     |     |     |     |     |     |     |     |     | 15  | 16  | Rit | Rit | Rit | Rit | 14  | Rit | 8     |
| 10   | STR-Ferrari          | 12 | Buemi       | 7   | 16* | 8   | 17  | Rit | Rit | 15  | 18  | 16  | 16  | Rit | 12  | 13  | Rit | Rit | 7   | 8   | 8     |
| Pos. | Costruttore          | N° | Pilota      |     |     |     |     |     |     |     |     |     |     |     |     |     |     |     |     |     | Punti |

| Legenda | Grassetto – Pole position Corsivo - Giro più veloce | 1º posto                                         | 2º posto                                      | 3º posto                          | A punti                                           | -Senza punti -Non classificato (NC)         | Ritirato (Rit)                  | Squalificato (SQ)   |
| Legenda | Grassetto – Pole position Corsivo - Giro più veloce | -Non qualificato (NQ) -Non pre-qualificato (NPQ) | Disputa solo le prove (SP) -Terzo pilota (TP) | Non prende parte alle prove (NPR) | -Non partito (NP) Infortunato (INF) -Escluso (ES) | Iscritto ma non presente, non arrivato (NA) | Ritirato prima dell'evento (WD) | Gara cancellata (C) |

* Indica quei piloti che non hanno terminato la gara ma sono ugualmente classificati avendo coperto, come previsto dal regolamento, almeno il 90% della distanza totale.
- Nel Gran Premio della Malesia non è stato coperto il 75% della distanza prevista, quindi i punti assegnati sono la metà di quelli previsti per la distanza completa.

## Test per giovani piloti
Dal 1º dicembre 2009 per tre giorni il Circuito di Jerez ospita il Young Driver Test riservato a piloti che abbiano disputato meno di tre GP nel mondiale.
| Data        | Circuito          | Pilota più rapido | Team             | Tempo    | Giri |
| ----------- | ----------------- | ----------------- | ---------------- | -------- | ---- |
| 1º dicembre | Circuito di Jerez | Andy Soucek       | Williams-Toyota  | 1:19.158 | 87   |
| 2 dicembre  | Circuito di Jerez | Gary Paffett      | McLaren-Mercedes | 1:18.718 | 80   |
| 3 dicembre  | Circuito di Jerez | Daniel Ricciardo  | Red Bull-Renault | 1:17.418 | 77   |